# アランフエス条約 (1801年)
アランフエス条約（アランフエスじょうやく、フランス語: Traité d'Aranjuez）は、1801年3月21日にフランス統領政府とスペイン王国の間で締結された条約。

## 条約の内容
アランフエス条約は1800年の第三次サン・イルデフォンソ条約を再確認した。さらにスペイン王は親族のパルマ公フェルディナンド1世に「名誉的な補償金」を得る代わりにパルマをフランスに割譲するよう説得することに同意した。トスカーナ大公国はフェルディナンド1世の長男ルドヴィーコ1世が継承、さらにピオンビーノ公国とエトルリア王の称号も得た。トスカーナ大公フェルディナンド3世は補償としてザルツブルク大司教領を世俗化したザルツブルク選帝侯領を与えられた。エルバ島のうちのトスカーナ領（特に要塞化されたポルトフェッラーイオ）はイギリスに占領されていたが、条約ではフランスに割譲された。

## 条約の履行
しかし、実際の履行ではいくつかの条項が変更された。1801年3月のフィレンツェ条約に基づき、ナポリ王フェルディナンド4世はピオンビーノとプレシディ領をフランスに割譲し、フランスはピオンビーノを領有してプレシディを新しく建国したエトルリア王国に割譲した。フェルディナンド1世は1802年10月に死去するまでパルマ公位の保持を許された。